# Lievin de Winne

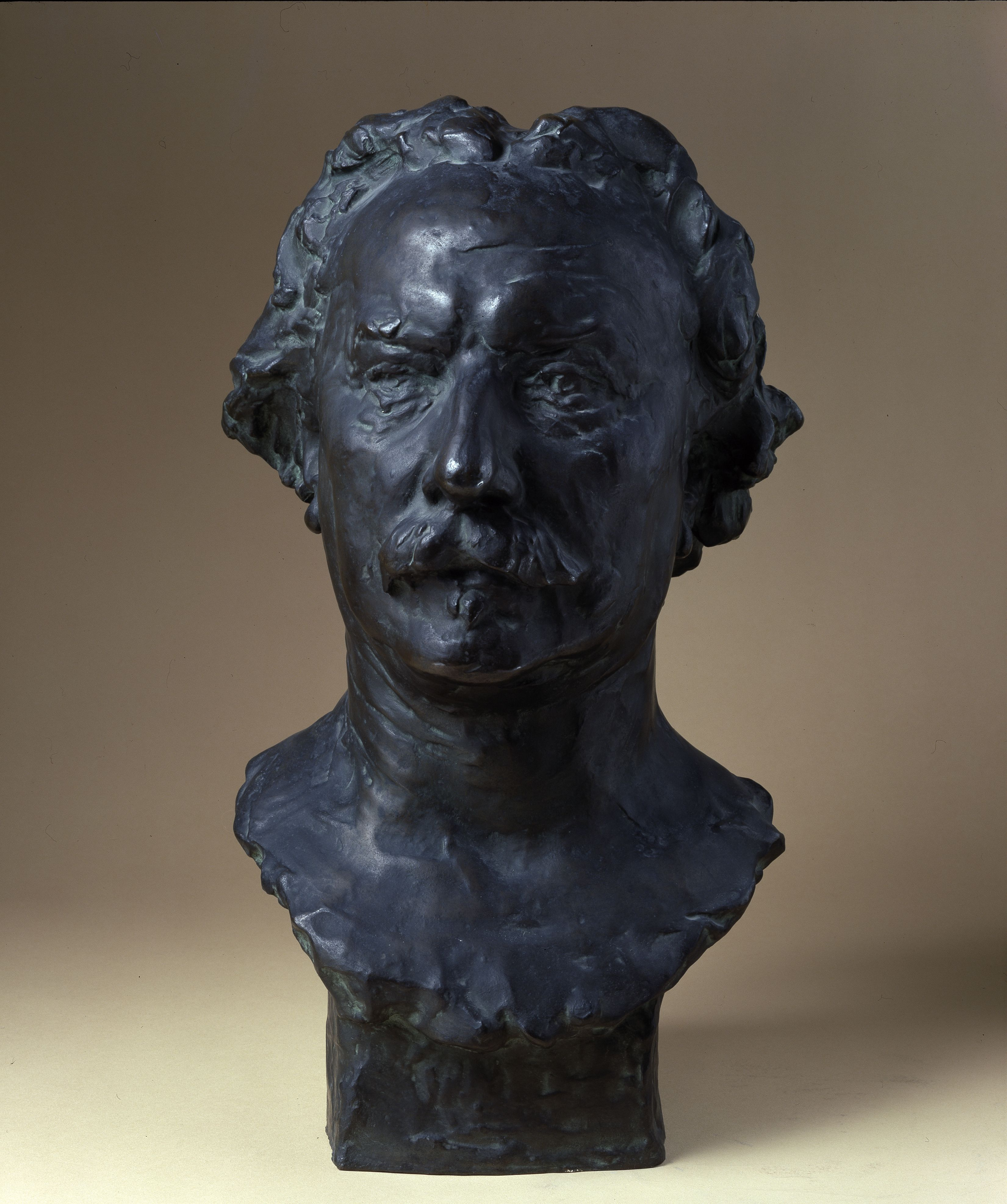
De Winne (von Paul De Vigne)

Lievin de Winne (* 24. Januar 1821 in Gent; † 13. Mai 1880 in Brüssel) war ein belgischer Maler.
De Winne war Schüler von Felix de Vigne und Henri van der Haert an der Kunstakademie in Gent. Er erwarb sich als Porträtmaler in Belgien bald ein großes Ansehen und malte die Mitglieder der belgischen Königsfamilie, zahlreiche Aristokraten und Künstler in einem Stil nach Anthonis van Dyck. 
Ein Porträt Leopolds I. befindet sich im königlichen Museum in Brüssel, dieses Porträt diente als Vorlage für eine Briefmarke, die zu Ehren Leopolds I. herausgegeben wurde.
1850 erhielt er von der belgischen Regierung eine finanzielle Unterstützung, die ihm erlaubte, sich in Paris fortzubilden. Dort lebte er von 1852 bis 1855 und unterhielt gemeinsam mit Jules Breton ein Atelier.

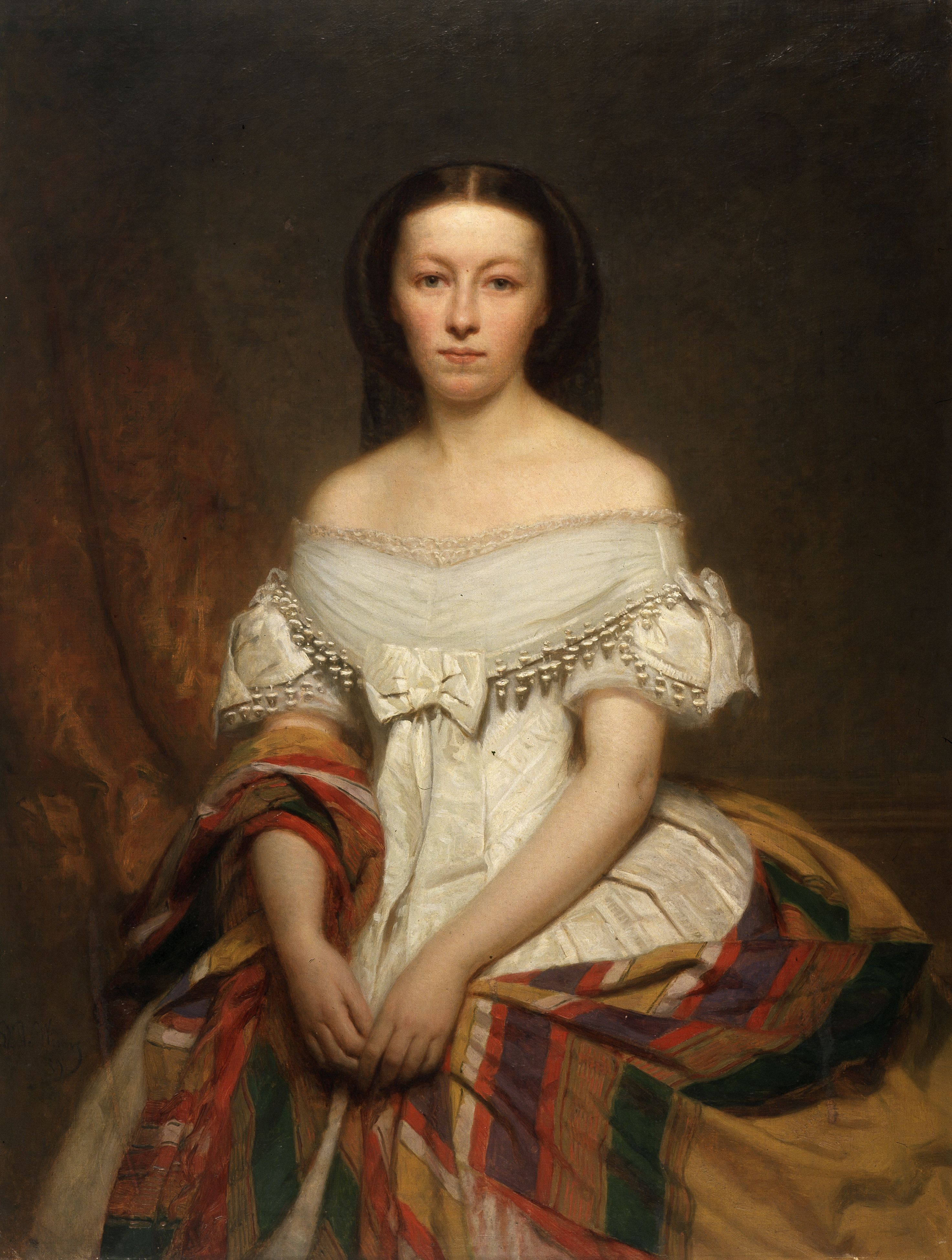
Fr. Adolphe Neyt (1859)
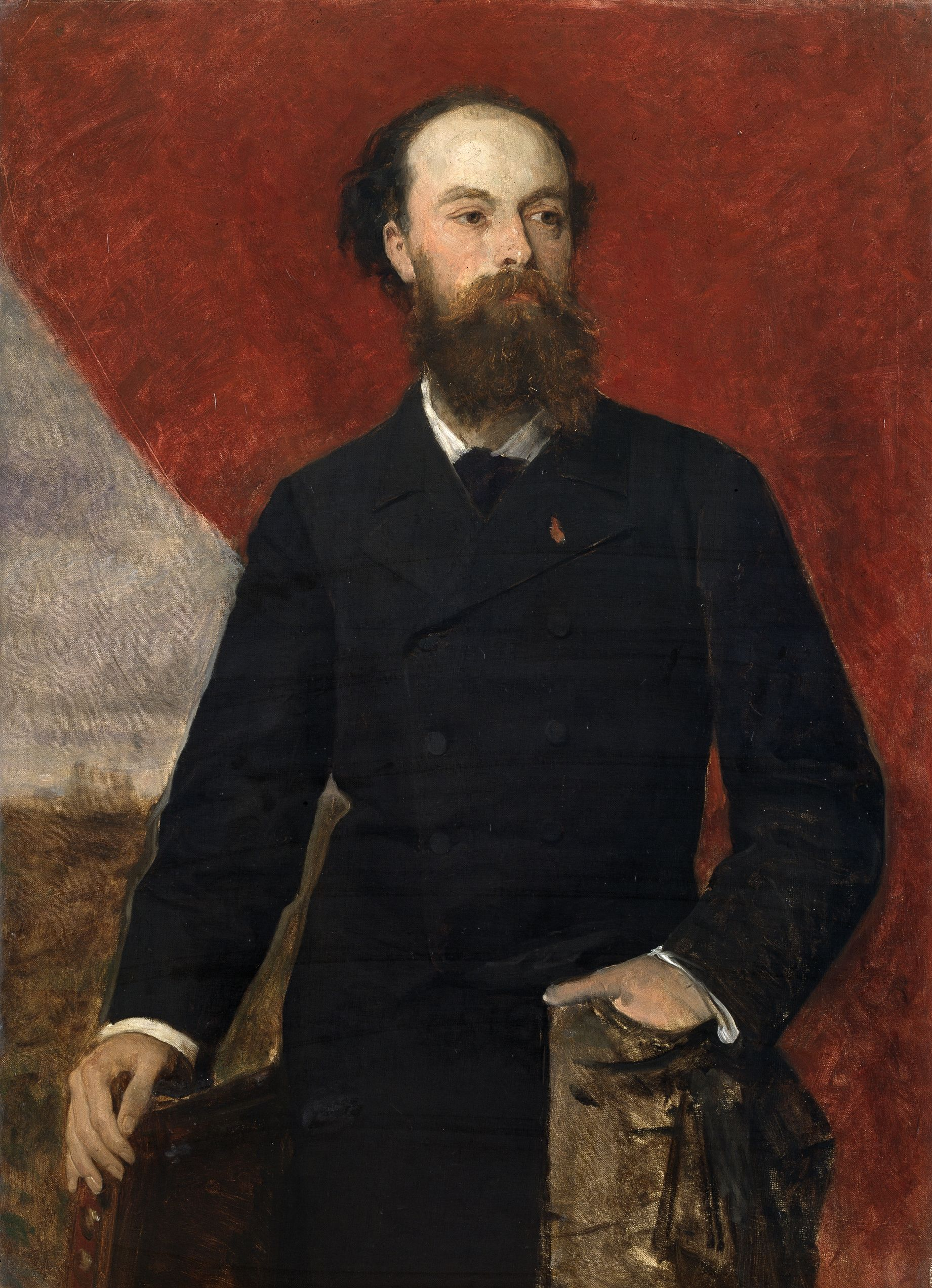
Paul de Vigne
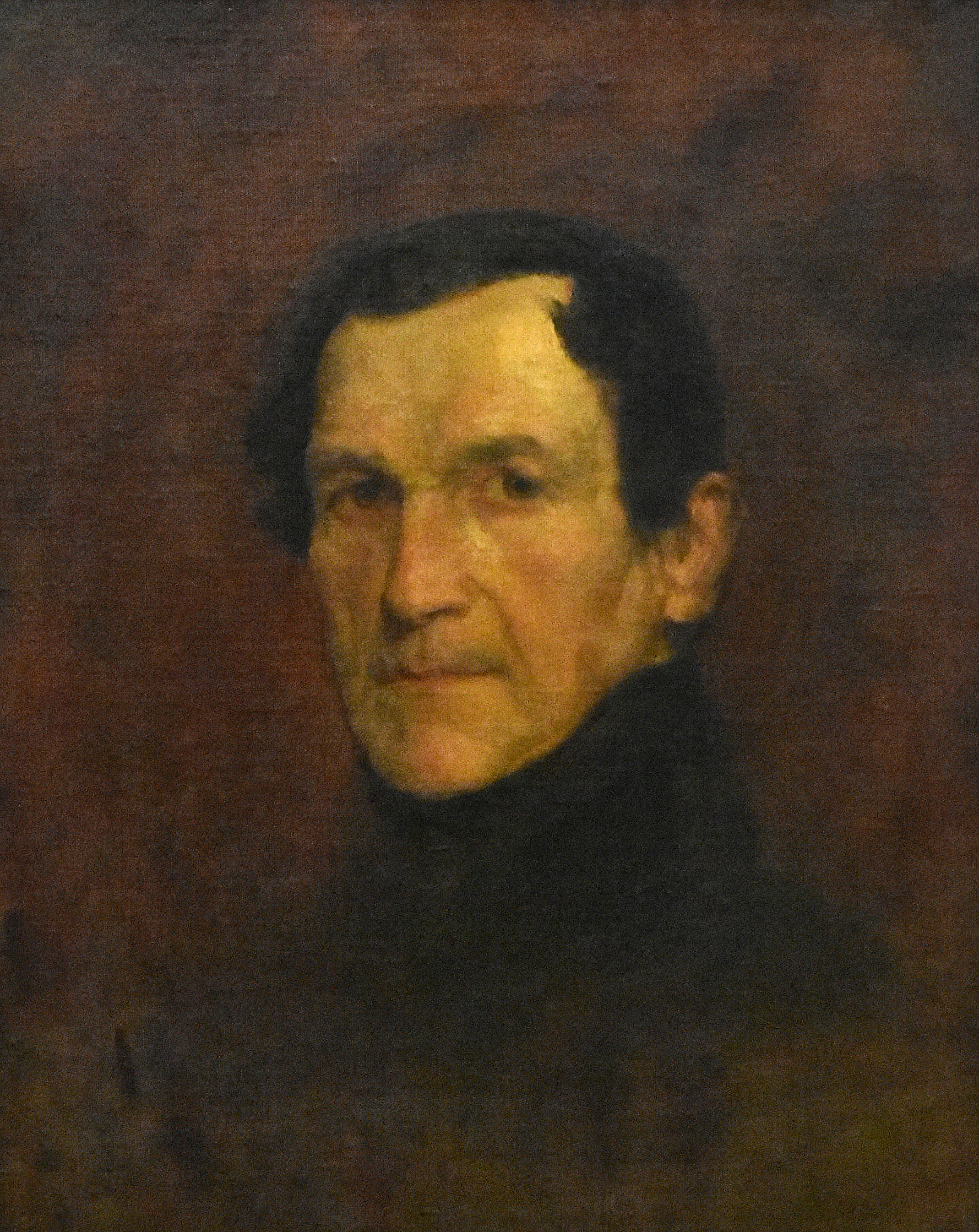
Leopold I. (1860)
Louis Roelandt (1864)
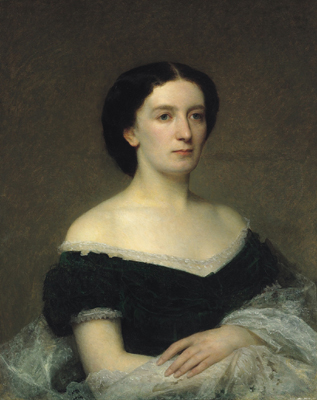
Dame im schwarzen Samtkleid

| Personendaten    | Personendaten    |
| ---------------- | ---------------- |
| NAME             | Winne, Lievin de |
| KURZBESCHREIBUNG | belgischer Maler |
| GEBURTSDATUM     | 24. Januar 1821  |
| GEBURTSORT       | Gent             |
| STERBEDATUM      | 13. Mai 1880     |
| STERBEORT        | Brüssel          |